# Grecești (gmina)
Grecești – gmina w Rumunii, w okręgu Dolj. Obejmuje miejscowości Bărboi, Busu, Busulețu, Grădiștea, Grecești i Gropanele. W 2011 roku liczyła 1706 mieszkańców.